# Brug 1775

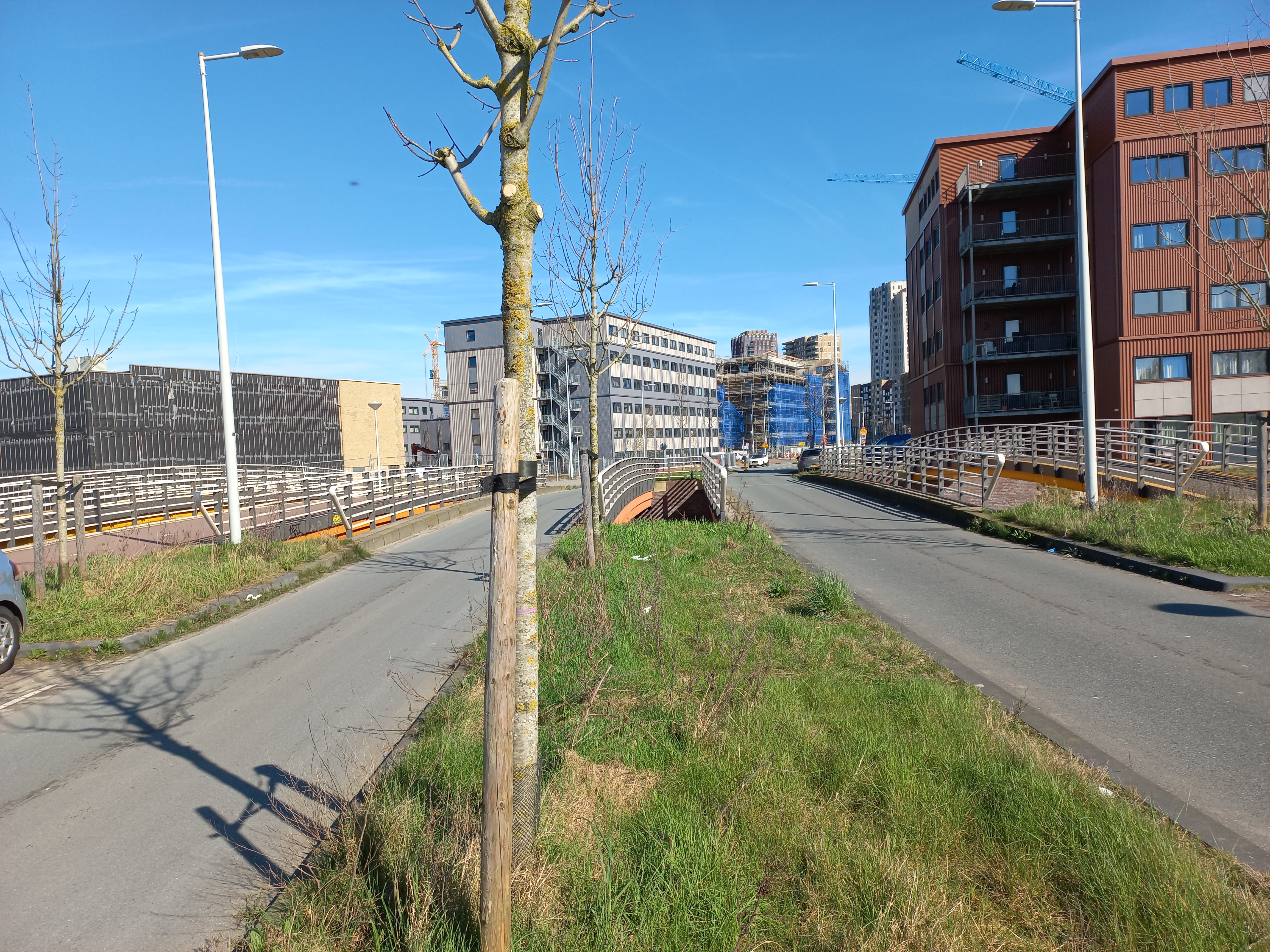
Brug 1775 in Elzenhagensingel richting noorden (maart 2024)

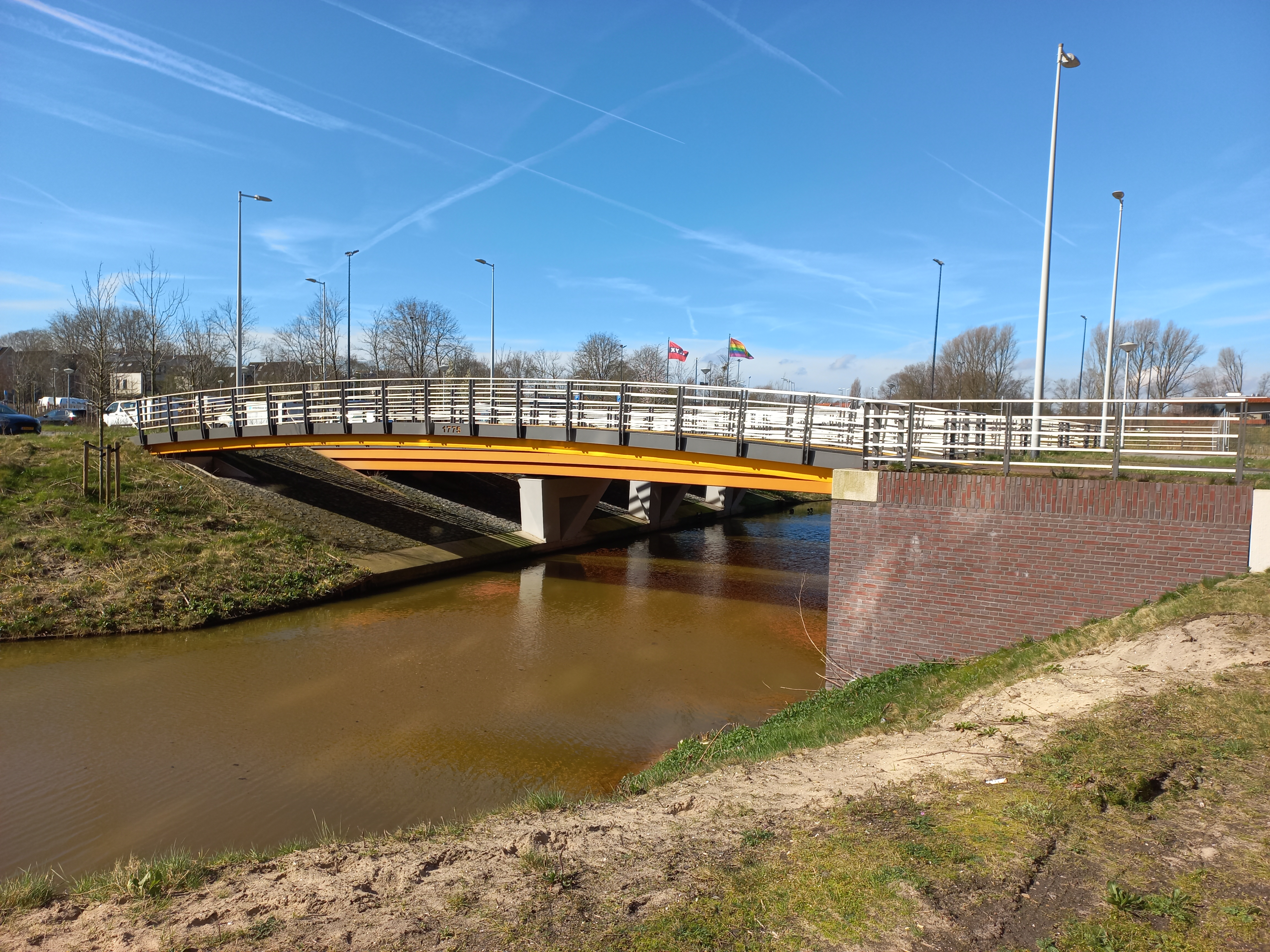
Zijaanzicht met brunummer in grijze band (maart 2024)

Brug 1775, in de volksmond vijfbruggenbrug, is samenstel aan bouwkundige kunstwerken in Amsterdam-Noord.
De Buikslotermeerpolder was eeuwenlang alleen maar water. Het water werd in 1627 weg bemalen en kwam er agrarisch gebied voor in de plaats dat tot 1921 behoorde tot de gemeente Buiksloot en Nieuwendam en sindsdien tot het almaar uitdijende Amsterdam. Voor de polder betekende het voor een deel dat agrarisch gebied plaats moest maken voor een sportpark: Sportpark Elzenhagen, het is dan midden jaren zestig van de 20e eeuw. Ook dit hield geen stand omdat Amsterdam met haar bebouwing steeds meer opschoof, want Amsterdam bleef groeien en had ruimte nodig voor (nieuwe) bewoners. En zo werd een deel van dat sportpark afgesnoept om er woningen op te bouwen. Dit kon alleen maar gerealiseerd worden als er ook een nieuwe infrastructuur werd aangelegd, waaronder de straat Elzenhagensingel. Wat overbleef als sportaccommodatie kwam te liggen tussen de G.J. Scheurleerweg (dat hernoemd werd tot G.J. Scheurleerpad) en het Noordhollands Kanaal en een atletiekbaan net ten noorden van de Nieuwe Purmerweg. Het bouwen kon beginnen.
Om al die bewoners de gelegenheid te geven de wijk in en uit te komen werd de Elzenhagensingel aangelegd, de zuid-noord hoofdverkeersroute met in het zuiden een aansluiting op die Nieuwe Purmerweg en in het noorden op de IJdoornlaan. Deels parallel aan de straat Elzenhagensingel werd voor de afwatering/wateropvang een nieuwe enigszins slingerende gracht gegraven. Die gracht werd middels twee duikers aangesloten op het ringwater aan de overzijde van de Nieuwe Leeuwarderweg. Dat die waterweg kronkelt, had tot gevolg dat de singel als straat en singel als water elkaar kruisen. In 2018 werd opdracht gegeven hier een nieuwe verkeersbrug te bouwen. Het ontwerpende bedrijf Antea Group kwam met een oplossing bestaande uit wel vijf bruggen in plaats van een zeer brede brug. Er moest ruimte komen voor twee rijdekken voor auto, twee loopdekken en een dek voor rijwielen (twee richtingen). 
De bruggenbouwer in kwestie zag waar elders op een postzegel gebouwd moest worden en geschipperd moest worden met ruimte voor bouwen en transport, hier een open veld voor zich. De open ruimte was dermate groot dat ze ter plekke een kleine betonfabriek kon optuigen, zodat veel ter plaatse afgehandeld kon worden. Het bruggenstelsel moest circa 23 meter overspannen, hetgeen inhield dat de bruggen voor gemotoriseerd verkeer en fietsers van beton gemaakt moesten worden; de voetbruggen konden van lichter materiaal gemaakt worden, composiet. Daarbij zijn de verkeersbruggen bijna plat, de voetbruggen zijn gewelfd uitgevoerd. Om niet te veel herrie toe te voegen aan de bouwwerkzaamheden werden de heipalen niet geslagen met geschroefd. Eind 2020 waren de bruggen klaar en kon het verkeer eroverheen. De bruggen vallen op in het landschap vanwege oranje en gele belijning.   
De brug gaat sinds oplevering naamloos door het leven. Even werd het idee geopperd om de brug de Singelbrug te geven. Dit werd door de Amsterdamse straatnamencommissie resoluut afgewezen; er mocht geen verwarring ontstaan met bruggen over de Singel of Singelgracht. Het brugnummer 1775 is te lezen in de overspanningen van de voetbrug.       
<<< · 1701 · 1702 · 1703 · 1704 · 1705 · 1706 · 1707 · 1708 · 1709 ·  1710 · 1711 · 1714 · 1715 · 1716 · 1717 · 1718 · 1719 · 1720 · 1721 · 1722 · 1723 · 1725 · 1726 · 1727 · 1728 · 1729 · 1730 · 1731 · 1732 · 1733 · 1734 · 1735 · 1736 · 1737 · 1738 · 1739 · 1741 · 1742 · 1743 · 1745 · 1746 · 1747 · 1748 · 1749 · 1750 · 1751 · 1752 · 1753 · 1754 · 1755 · 1756 · 1757 · 1764 · 1765 · 1766 · 1767 · 1768 · 1769 · 1770 · 1771 · 1772 · 1773 · 1774 · 1775 · 1776 · 1777 · 1778 · 1779 ·  1780 · 1781 · 1782 · 1783 · 1784 · 1785 · 1786 · 1787 · 1788 · 1791 · 1792 · 1793 · 1794 · 1795 · 1796 · 1797 · 1798 · 1799 · >>>
Brugnummers brug 1712, 1713, 1724, 1740, 1744, 1758, 1759, 1760, 1761, 1762, 1763, 1789, 1790 zijn niet (meer) vergeven.